# It Couldn't Happen Here
It Couldn't Happen Here is een film van de Pet Shop Boys, uitgebracht in 1987. De film was oorspronkelijk bedoeld als een video van een uur gebaseerd op hun album Actually, maar het eindresultaat was een surrealistische bioscoopfilm geregisseerd door Jack Bond, met als medeacteurs Barbara Windsor, Joss Ackland, Neil Dickson en Gareth Hunt.

## Verhaal
Het is vroeg in de ochtend in Clacton-on-Sea. Een paar dansers zijn zich aan het opwarmen op het strand, en Neil Tennant verschijnt op een fiets. Het nummer It couldn't happen here wordt gespeeld. Hij fietst naar een kiosk waar hij vier kaarten en een kop thee besteld bij de kioskhouder (Gareth Hunt). De kioskhouder klaagt over de politieke fouten van de moderne wereld.
Intussen is Chris Lowe in een bed & breakfast. Hij is in zijn kamer zijn koffer aan het pakken, met een schijnbaar eindeloze capaciteit. Hij rent naar beneden en wacht tot het ontbijt geserveerd wordt door de eigenaresse (Barbara Windsor). In de ontbijtkamer maakt een lolbroek (Gareth Hunt) foute grappen met feestartikelen. Als het gigantische warme ontbijt geserveerd is en de eigenaresse na een gebed een ruzie begint met een van de gasten, neemt Chris zijn ontbijt, gooit het over de eigenaresse en rent de straat op. Wanneer hij over de promenade rent, wordt hij achternagezeten door een groep Hells Angels op motoren.
Neil fietst verder langs het strand. Hij passeert een, althans zo lijkt het, blinde priester (Joss Ackland) die verzen voor zich uit mompelt en een groep schoolkinderen leidt. Twee van de jongens zijn de Pet Shop Boys in hun kindertijd. Ze rennen naar de pier. In een gebouw op de pier bezoekt de volwassen Neil een waarzegster. Wanneer hij weggaat, doet ze haar sluier af en blijkt "zij" Chris Lowe te zijn. In de film is dit de eerste ontmoeting tussen beide heren.
De jonge Neil en Chris kijken in een mutoscoop en zien een korte slapstickfilm die zich in een slaapkamer afspeelt. Een schildknaap (Chris Lowe) en een butler (Neil Tennant (zanger)|Neil Tennant) maken avances naar een dienstmeisje (Barbara Windsor). De priester voegt zich weer bij de jongens en roept nog meer verzen naar hen. De jongens ontsnappen en zien een rockster (Neil Tennant (zanger)|Neil Tennant) in een gouden kostuum. Vervolgens gaan ze naar een theater, waar ze een groep nonnen zien dansen op het nummer It's a Sin. De priester voegt zich weer bij hen en neemt ze mee naar buiten. Het is avond.
De volwassen Neil en Chris passeren drie rappers die West End Girls rappen en kopen een auto. De autoverkoper (Neil Dickson) speelt zijn verkoopspelletje terwijl Neil slechts wil weten wat de auto kost. Uiteindelijk noemt hij de prijs: "3000". Als reactie biedt Neil "500" en de verkoper gaat meteen akkoord. Ze betalen de auto cash en rijden weg, met Chris achter het stuur. In de auto horen ze een nieuwsbericht op de radio waarin melding wordt gemaakt van een lifter verkleed als priester, die al drie mensen die hem een lift gaven heeft vermoord. De nieuwslezer benadrukt dat men niet moet stoppen als men een donker geklede man ziet.
Neil en Chris zien een vrouwelijke lifter en stoppen. Het is echter niet de vrouw die instapt, maar een als priester verklede man (Joss Ackland). Hij voldoet aan het signalement van de moordenaar op de radio. Na een kort gesprek zet hij de radio harder wanneer Always on My Mind gedraaid wordt. Uiteindelijk vraagt hij om uit te mogen stappen en de Pet Shop Boys rijden verder.
Ze komen bij een café, waar ze naast een reiziger komen te zitten (Gareth Hunt). Ze bestellen een maaltijd. Aan een andere tafel zit een piloot (Neil Dickson). Hij rommelt wat met een computerspelletje dat steeds zegt "divided by... divided by... zero" (de lyrics van het nummer Two Divided by Zero). Een stem uit de koffer van de reiziger vraagt om eruit gelaten te worden en wanneer hij de koffer openmaakt, blijkt er een buikspreekpop in te zitten. De pop begint te filosoferen over het concept "tijd". Om hem stil te krijgen, speelt Neil een plaat in de jukebox (Rent) en de muur van het café gaat omhoog, waardoor er enkele dansers in beeld komen.
Intussen is de piloot terug in zijn kantoor terwijl hij een boek over tijd leest. Vervolgens gaat hij aan boord van zijn vliegtuig. Neil en Chris rijden intussen weer in hun auto als de piloot aanvalt. Two Divided by Zero wordt gespeeld. De auto wordt doorzeefd met kogels, maar de Pet Shop Boys rijden verder.
Ze stoppen bij een telefooncel die wordt vernield door een groep jongeren. In plaats van Neil aan te vallen, openen ze beleefd de deur voor hem en hij belt zijn moeder (Barbara Windsor). Neil en Chris wisselen de opmerking: "What have I done to deserve this?".
Bij station Paddington staan soldaten en er staat een limousine te wachten op Neil en Chris. Ze stappen in en rijden door een tunnel terwijl de chauffeur (Neil Dickson) passages uit John Miltons Paradise Lost citeert. Ze rijden door een slagveld met exploderende bommen. Ze stoppen bij een nachtclub en Neil en Chris stappen in. Ze spelen One More Chance voor een groep dansers. Elke danser heeft een nummer op zijn rug. Als het nummer is afgelopen, lopen Neil en Chris de trap op om te vertrekken. Op hun rug blijken ook nummers te zitten, echter beiden hebben het nummer "0".

## Muziek
De film bevat de volgende Pet Shop Boys-nummers:
- It Couldn't Happen Here (van het album Actually)
- Suburbia (van het album Please)
- Opportunities (Let's Make Lots of Money) (van het album Please)
- Hit Music (van het album Actually)
- It's a Sin (van het album Actually)
- What Have I Done to Deserve This? (van het album Actually)
- Rent (van het album Actually)
- West End Girls (van het album Please)
- Always on My Mind (van het album Introspective)
- Love Comes Quickly (van het album Please)
- Two Divided by Zero (van het album Please)
- King's Cross (van het album Actually)
- On More Chance (van het album Actually)
- I Want to Wake Up (van het album Actually)

## Rolverdeling
| Acteur          | Personage                                               |
| --------------- | ------------------------------------------------------- |
| Neil Tennant    | zichzelf, butler                                        |
| Chris Lowe      | zichzelf, schildknaap                                   |
| Joss Ackland    | priester, moordenaar                                    |
| Neil Dickson    | autoverkoper, piloot, chauffeur                         |
| Gareth Hunt     | verkoper, lolbroek, buikspreker                         |
| Barbara Windsor | eigenaresse bed & breakfast, Neils moeder, dienstmeisje |

## Bluray/dvd/VHS-uitgave
It Couldn't Happen Here werd in 1989 wereldwijd uitgebracht op video (VHS). In Duitsland werd een in het Duits nagesynchroniseerde versie uitgebracht. In de Verenigde Staten en Japan werd de film tussen 1990 en 1992 uitgebracht op LaserDisc. In 1992 en 1997 waren er heruitgaven op VHS. In 2001 werd de film in Hongkong uitgebracht op video-cd.
Jack Bond, de regisseur van de film, is aan het eind van de jaren '10 bezig geweest om de film op dvd en blu-ray uit te brengen. Hij benaderde hiervoor het Brits Film Instituut (BFI) voor een digitale restauratie, dat ook bereid werd gevonden hiervoor te betalen. De film werd zo in 4K geremasterd. Op 15 juni 2020 werd een gelimiteerde dvd/blu-rayset uitgebracht, voorzien van een aantal extra's:
- audiocommentaar van Jack Bond, James Dillon en Simon Archer;
- een interview met Jack Bond;
- een 48 pagina's tellend boek met artikelen over de film door Anthony Nield, Jason Wood, Omer Ali, John Ramchandani, William Fowler en Vic Pratt, een interview met Pet Shop Boys-zanger Neil Tennant en een inkijk in zijn dagboek die hij op de set bijhield, en een introductie van regisseur Jack Bond;
- een 27 minuten durende documentaire over Jack Bond en hoe hij de film tot stand bracht;
- een 26 minuten durende film over choreograaf Arlene Phillips;
- Always on My Mind, de videoclip met een compilatie van scènes uit de film;
- een fotogalerij met foto's van de set, shotlists, het volledige script, Pet Shop Boys' songteksten en promotiemateriaal;
- een oude versie van het script van Actually;
- de originele bioscooptrailer, ook digitaal gerestaureerd.

Een maand later (20 juli) verscheen de reguliere blu-ray/dvd-uitgave, zonder het boekwerk.

## Trivia
- De reden dat de Pet Shop Boys een film maakten was dat op het hoogtepunt van hun carrière de vraag naar een concerttournee steeds groter werd. Dit idee stond hen echter tegen. Men hoopte dat het uitbrengen van een film de wens van de fans om hen live te zien zou bevredigen. De band zou uiteindelijk een jaar later in 1989 alsnog op tournee gaan.
- Toen de film in première ging op West End in Londen stond een groep fans de Pet Shop Boys voor de bioscoop op te wachten. Neil en Chris slaagden er echter in volledig onopgemerkt langs de menigte naar binnen te lopen; ze vielen niet op door hun anonieme uiterlijk.
- De videoclip van de single Always on My Mind is een compilatie van scènes uit de film.
- De werktitel voor de film was A Hard Day's Shopping, een knipoog naar de film A Hard Day's Night van The Beatles, en het Pet Shop Boys-nummer Shopping van het album Actually.
- Er was een album gepland ter ondersteuning van de film met alle nummers die in It Couldn't Happen Here te horen zijn, maar dit plan werd niet uitgevoerd. Het album zou uitsluitend reeds uitgebrachte nummers van de albums Please en Actually bevatten. Wel werd een promocassette uitgebracht, naar verluidt in een oplage van 200 stuks, die een verzamelobject werd.
- De film bevat een scène waarin een man het brandende King's Cross-station verlaat. Het station vloog na de opnamen inderdaad in brand, op 18 november 1987. De scène zou geschrapt worden maar is uiteindelijk in de film gebleven op verzoek van de nabestaanden van de 31 slachtoffers.